# Paul Goethals
Paul François Marie Goethals (Courtrai, 11 novembre 1832 – Calcutta, 4 luglio 1901) è stato un missionario e arcivescovo cattolico belga.

## Biografia
Nato in una notabile famiglia belga (il padre era parlamentare), fece gli studi liceali nel collegio gesuita di Liegi e, abbracciata la vita religiosa nella Compagnia di Gesù, completò la sua formazione teologica e filosofica a Namur e presso l'università Cattolica di Lovanio. Fu ordinato prete nel 1892.
Fu rettore dei collegi gesuiti di Bruxelles e poi di Namur; fu preposito provinciale della Compagnia in Belgio dal 1870 al 1876.
Ai gesuiti della provincia belga era affidata la missione cattolica del Bengala occidentale e nel 1877 Goethals fu nominato vicario apostolico e innalzato all'episcopato.
Nel 1886, quando in India fu stabilita la gerarchia ecclesiastica, fu nominato arcivescovo metropolita di Calcutta.
Aprì scuole e dispensari e fondò la congregazione indigena delle suore Figlie di Sant'Anna di Ranchi; incoraggiò le missioni nell'altopiano del Chota Nagpur e l'opera di Constant Lievens.
Morì nel 1901.

## Genealogia episcopale e successione apostolica
La genealogia episcopale è:
- Vescovo Johannes Wolfgang von Bodman
- Vescovo Marquard Rudolf von Rodt
- Vescovo Alessandro Sigismondo di Palatinato-Neuburg
- Vescovo Johann Jakob von Mayr
- Vescovo Giuseppe Ignazio Filippo d'Assia-Darmstadt
- Arcivescovo Clemente Venceslao di Sassonia
- Arcivescovo Massimiliano d'Asburgo-Lorena
- Vescovo Kaspar Max Droste zu Vischering
- Vescovo Joseph Louis Aloise von Hommer
- Vescovo Nicolas-Alexis Ondernard
- Vescovo Jean-Joseph Delplancq
- Cardinale Engelbert Sterckx
- Vescovo Jean-Joseph Faict
- Arcivescovo Paul Goethals, S.I.

La successione apostolica è:
- Arcivescovo Theodore Dalhoff, S.I. (1892)
- Patriarca Władysław Michał Zaleski (1892)